# Italiens Grand Prix 1984
Italiens Grand Prix 1984 var det fjortonde av 16 lopp ingående i formel 1-VM 1984.

## Resultat
1. Niki Lauda, McLaren-TAG, 9 poäng
2. Michele Alboreto, Ferrari, 6
3. Riccardo Patrese, Alfa Romeo, 4
4. Stefan Johansson, Toleman-Hart, 3
5. Jo Gartner, Osella-Alfa Romeo, 0
6. Gerhard Berger, ATS-BMW, 0
7. Piercarlo Ghinzani, Osella-Alfa Romeo (varv 48, bränslebrist)
8. Huub Rothengatter, Spirit-Hart
9. Eddie Cheever, Alfa Romeo (45, bränslebrist)
10. Thierry Boutsen, Arrows-BMW

### Förare som bröt loppet
- Patrick Tambay, Renault (varv 43, gasspjäll)
- Teo Fabi, Brabham-BMW (43, motor)
- Marc Surer, Arrows-BMW (43, motor)
- Derek Warwick, Renault (31, oljetryck)
- Jonathan Palmer, RAM-Hart (20, oljetryck)
- Nelson Piquet, Brabham-BMW (15, motor)
- Elio de Angelis, Lotus-Renault (14, växellåda)
- Nigel Mansell, Lotus-Renault (13, snurrade av)
- Jacques Laffite, Williams-Honda (10, turbo)
- Keke Rosberg, Williams-Honda (8, turbo)
- Andrea de Cesaris, Ligier-Renault (7, motor)
- Francois Hesnault, Ligier-Renault (7, snurrade av)
- Philippe Alliot, RAM-Hart (6, elsystem)
- René Arnoux, Ferrari (5, växellåda)
- Alain Prost, McLaren-TAG (3, motor)

### Förare som ej startade
- Manfred Winkelhock, ATS-BMW

### Förare som ej kvalificerade sig
- Pierluigi Martini, Toleman-Hart